# 頂級域
顶级域、一级域或顶级域名（英語：Top-level Domain, TLD）是互联网域名系统的等級中，位於根域空間的最高级域名，例如com是網址example.com的頂級域。

## 類型

### 公開頂級域
任何身分都能註冊的頂級域，可分為多種用途，包含通用頂級域、地理頂級域、測試頂級域、臨時頂級域和基礎建設頂級域。

### 半公開頂級域
特定身分才能註冊的頂級域，用途會受到限制，例如僅相關行業能註冊的.bank和.finance。

### 未公開頂級域
保留和不開放註冊的頂級域，用於組織或品牌，例如.canon、.google。